# 알렉세이 베르스토프스키

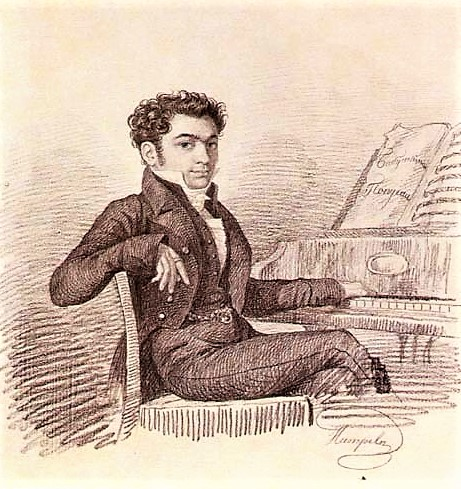
20세 당시의 알렉세이 베르스토프스키의 모습. 그의 첫 보드빌 "어머니의 앵무새"(1819)의 악보가 피아노 위에 펼쳐 놓아져 있다.

알렉세이 니콜라예비치 베르스토프스키(러시아어: Алексéй Николáевич Верстóвский, 1799년 3월 1일 ~ 1862년 11월 17일)는 러시아의 작곡가이다. 영화 금지된 장난의 테마 음악인 로망스(Romance)의 작곡가이다.